# Padua
Padua (italienska Padova) är en stad och kommun i regionen Veneto i norra Italien, belägen omkring 40 kilometer väster om Venedig. Padua är huvudort i provinsen Padova. Padua gränsar till kommunerna Abano Terme, Albignasego, Cadoneghe, Legnaro, Limena, Noventa Padovana, Ponte San Nicolò, Rubano, Saonara, Selvazzano Dentro, Vigodarzere, Vigonovo, Vigonza och Villafranca Padovana.
Bosättning i Padua kan spåras tillbaka till 700-talet f.Kr., då låg här en venetiansk bosättning. Under 300-talet f.Kr. anfölls staden av gallerna. Under den romerska antiken hette staden Patavium, man allierade sig 225 f.Kr. med romarna och blev 49 f.Kr. municipum. Den romerska historieskrivaren Titus Livius föddes och verkade här.
År 543 härjades Padua av Totila och erövrades 610 av langobarderna och blev 828 huvudort i ett grevskap. Efter en tid av förfall blev Pauda under 1100-talet en fri kommun och 1164 medlem av Lombardiska statsförbundet. Under de följande århundradena låg staden i fejd med Venedig och Vicenza om kontrollen av vattenvägen på Bacchiglione och Brenta. De sociala motsättningarna i staden ledde till att den politiska ledningen 1175 kom i händerna på en podestà ur Huset Este. Perioden 1237–57 lydde Padua under Ezzelino da Romanos välde.
Under 1400- och 1500-talet var universitetet i Padua, grundat 1222 ett av världens främsta universitet. År 1318 tog familjen Carraresi makten i Padua, men 1405 erövrades staden av Republiken Venedig och förblev venetiansk till 1797. Dess ekonomiska betydelse hade då minskat betydligt. Efter att 1805–14 tillhört den franska lydstaten Kungariket Italien tillföll Padua 1815 Kejsardömet Österrike, och blev 1866 del av Italien.
Den 3 november 1918 slöts det österrikisk-italienska vapenstilleståndet i Padua.
Under andra världskriget bombades staden hårt och mycket av den rika konsten förstördes.
Bland stadens sevärdheter märks 78 statyer över berömda studenter vid universitetet. En staty åt Gustav II Adolf är i själva verket avsedd åt Gustav Eriksson Vasa. Huvudkyrka är Sant Antonio, huvudkyrka för dyrkan av Antonius av Padua, uppförd under 1200- och 1300-talen. En bysantinsk kupolbyggnad med influenser av bysantinsk stil är fylld av framstående konstverk, bland annat reliefer av Donatello. Vidare kyrkan Sant Agostino degli Eremitani från slutet av medeltiden med fresker av Mantegna. Kapellet Madonna dell'Arena är berömt för sina fresker av Giotto. Oratorio di San Giorgo har fresker av Altichiero da Zevio och Jacopo Avanzi samt Scuola del Santo med fresker av Tizian. Santa Giustina är en kupolprydd renässanskyrka. Bland friskulpturer märks Ryttarmonumentet över Gattamelata av Donatello.
Botaniska trädgården i Padua, som är en av Europas äldsta botaniska trädgårdar, placerades 1997 på Unescos världsarvslista.

## Kända personer från Padua
- Simone Salviato, fotbollsspelare
- Adolfo Urso, politiker
- Giuseppe Valentini, albanolog
- Jacopo Zabarella, filosof
- Bartolomeo Cristofori, född 4 maj 1655 i Padua, död 27 januari 1731 i Florens, var en italiensk klaverbyggare och uppfinnare.